# Wielki zespół mieszkaniowy Britz

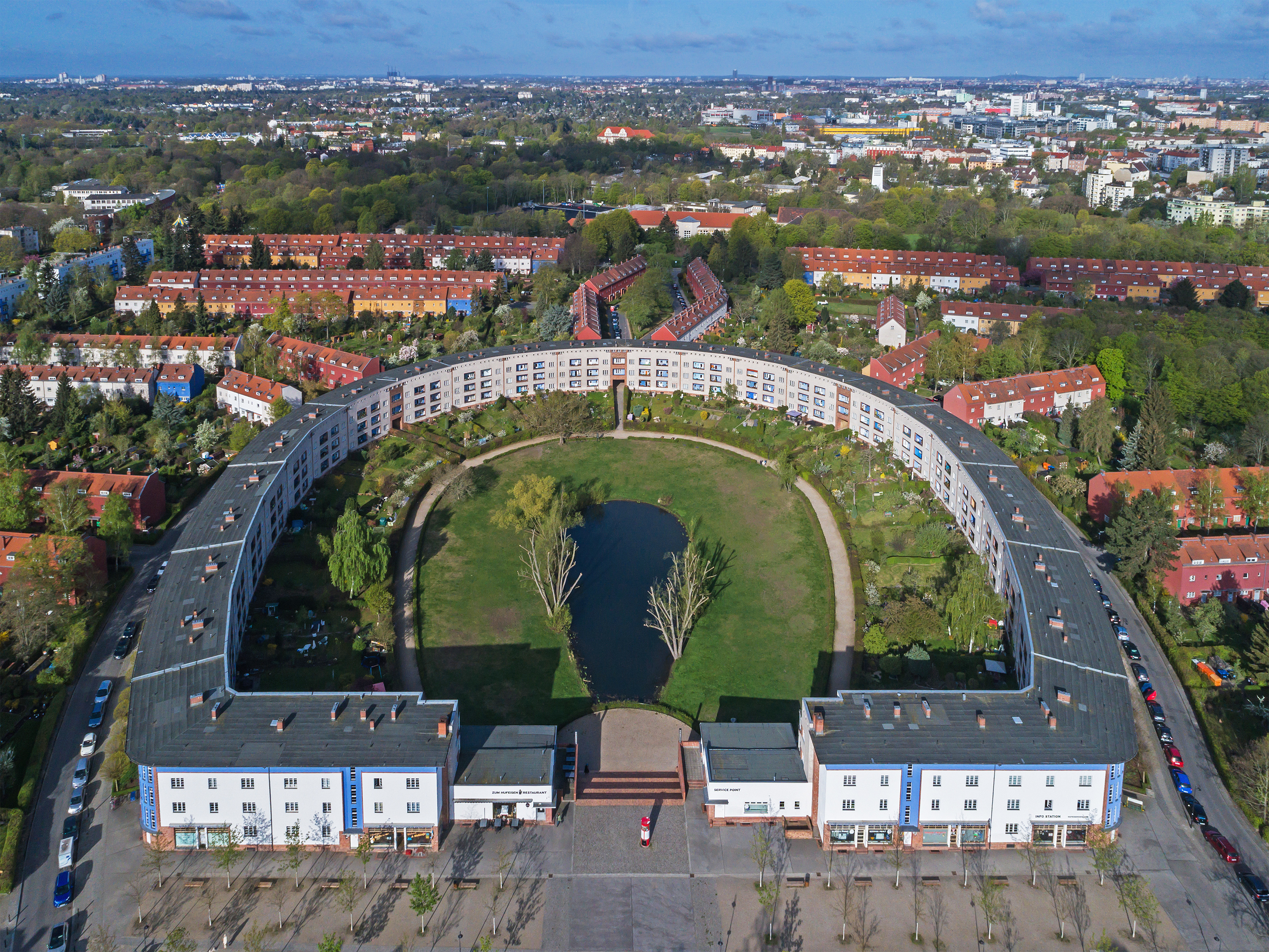
Wielki zespół mieszkaniowy Britz

Wielki zespół mieszkaniowy Britz (niem. Grosssiedlung Britz) także Osiedle Podkowy (niem. Hufeisensiedlung) – modernistyczne osiedle domów mieszkalnych w Britz. Zespół mieszkalny wzniesiono w latach 1925–1933 według projektu Brunona Tauta i Martina Wagnera. Jeden z pierwszych socjalnych projektów mieszkaniowych.
W lipcu 2008 wielki zespół mieszkaniowy Britz wraz z pięcioma innymi modernistycznymi zespołami mieszkaniowymi Berlina zostało wpisane na listę dziedzictwa kulturowego UNESCO.

## Historia
Po zakończeniu I wojny światowej, w okresie wielkiego bezrobocia, Berlin przyjął ogromną liczbę migrantów przybywających do stolicy w poszukiwaniu pracy. Fala migracji spotęgowała problemy mieszkaniowe miasta. Na początku lat 20. brakowało ponad 100 000 lokali mieszkaniowych, a deweloperzy prywatni nie byli w stanie ich wybudować.
W latach 1921–1928 powstały liczne towarzystwa budowlane nastawione na budowę nowych niekomercyjnych mieszkań o podwyższonym standardzie i za przystępną cenę. Osiedle Britz jest jednym z pierwszych przykładów budownictwa socjalnego na skalę masową. Po nowelizacji prawa budowlanego dla Berlina w 1925 w mieście powstało 17 wielkopowierzchniowych osiedli.
Wielki zespół mieszkaniowy Britz wzniesiono na terenie dawnych dóbr rodziny Britz (niem. Rittergut Britz), w południowej części berlińskiej dzielnicy Neukölln. Plany powierzono Bruno Tautowi, architektowi i planiście towarzystwa mieszkaniowego GEHAG. Taut wspólnie z Martinem Wagnerem, miejskim radcą budowlanym, opracowali koncept osiedla na planie podkowy. Obydwaj byli zwolennikami nowoczesnego budownictwa przy zastosowaniu przemysłowych metod pracy na wielką skalę. Do wspólnego projektu Taut wniósł doświadczenie przy budowie osiedla Falkenberg (miasta-ogrodu), co zaowocowało dużą liczbą terenów zielonych. Taut opracował większość planów osiedla, m.in. słynną podkowę. Wagner zaprojektował budynki na północnym krańcu kompleksu.
Planowanie przestrzenne powierzono Lubrechtowi Miggemu, ale realizacji doczekały się plany kierownika urzędu ogrodniczego z Neukölln Ottokara Waglera.

## Opis osiedla

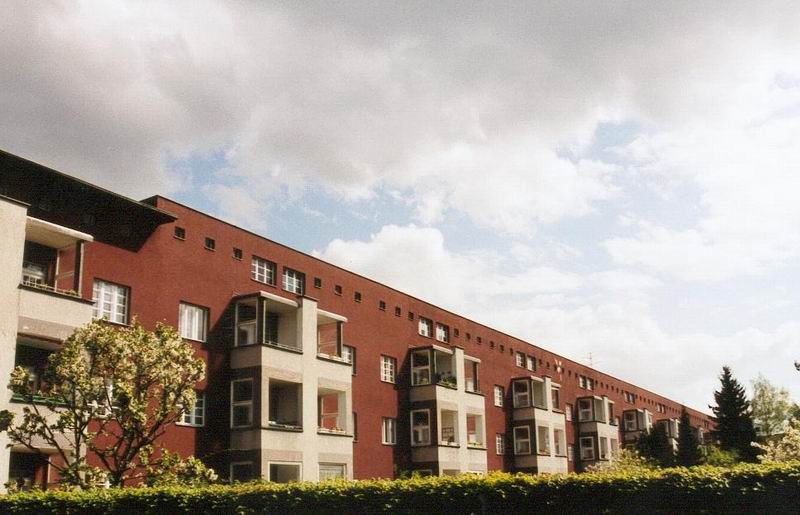
Osiedle Britz, czerwony front (niem. Rote Front)

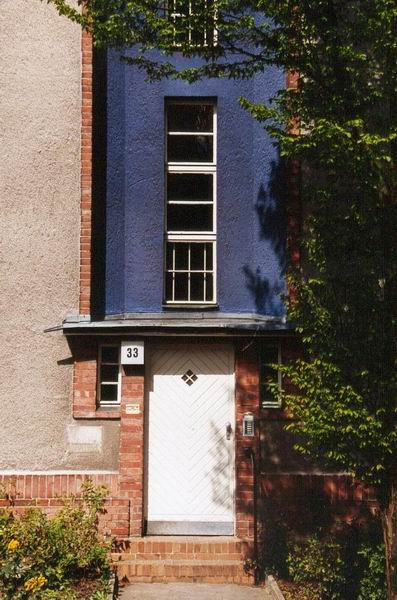
Osiedle Britz, oznaczona na niebiesko klatka schodowa bloku podkowy

W osiedlu powstały 1072 modernistyczne mieszkania wybudowane w siedmiu fazach w latach 1925–1933. Domy wzniesiono na bazie czterech różnych planów. 472 mieszkania znajdują się w domach jednorodzinnych, 600 w trzypiętrowych blokach czynszowych. W centrum osiedla znajduje się półkolisty staw otoczony wielorodzinnym budynkiem z płaskim dachem na planie podkowy o średnicy około 100 m. Blok oferuje 150 mieszkań, z których każde wychodzące na dziedziniec ma okna o białych framugach i pomalowane na niebiesko loggie. Stąd rozchodzą się promieniście alejki z zabudową szeregową z przewagą domów jednorodzinnych. Z wyjątkiem centralnej podkowy, wszystkie zabudowania ustawione są w rzędy, a każdy dom ma ogródek. Podobnie jak w przypadku osiedla Falkenberg, Taut zaproponował żywe kolory elewacji: żółty, czerwony i niebieski. Alejki obsadzono drzewami dobranymi ze względu na barwę: białe brzozy przy Liningstrasse czy japońskie wiśnie przy Onkel-Brasig-Strasse.
Granice osiedla wyznaczają trzypiętrowe bloki o kolorowych fasadach. Długi odcinek wzdłuż Fritz-Reuter-Allee pomalowano na czerwień berlińską (ochsenblutfarbe), przez co zyskał sobie potoczną nazwę czerwonego frontu (niem. Rote Front). Fasadę przerywają wysunięte na zewnątrz klatki schodowe. Wejścia do podkowy podkreśla soczysty kolor niebieski. Dobór odważnych jak na owe czasy barw wywołał falę krytyki.
Osiedle Britz nadało kierunek architekturze socjalnej lat 20. i 30. Pomimo relatywnie małej powierzchni (49 m²), mieszkania nadal cieszą się powodzeniem. Do 2000 roku osiedle pozostawało w posiadaniu stowarzyszenia GEHAG, które w ostatnich latach próbowało sprzedać pojedyncze mieszkania. Część mieszkańców założyła własne stowarzyszenie, by przejąć osiedle z rąk GEHAG.
W latach 90. osiedle zostało poddane gruntownej renowacji. Wpisano je również do rejestru zabytków. W lipcu 2008 wielki zespół mieszkaniowy Britz, wraz z pięcioma innymi modernistycznymi zespołami mieszkalnymi Berlina został wpisany na listę dziedzictwa kulturowego UNESCO.

## Literatura
- Christina Haberlik: 50 Klassiker. Architektur des 20. Jahrhunderts. Hildesheim: Gerstenberg Verlag, 2001. ISBN 3-8067-2514-4. (niem.). Brak numerów stron w książce
- Norbert Huse: Vier Berliner Siedlungen der Weimarer Republik. Berlin: Argon-Verlag, 1987. ISBN 3-87024-109-8. (niem.). Brak numerów stron w książce